# Grant Lee Buffalo
Grant Lee Buffalo är ett amerikanskt rockband, grundat år 1992 och upplöst år 1999. Bandet leddes av sångaren och gitarristen Grant-Lee Phillips, med Joey Peters på trummor och Paul Kimble på bas och klaviatur. Grant-Lee Phillips har sedan bandet upplöstes gått vidare med en solokarriär.
Hösten 2010 meddelade Grant-Lee Phillips att bandet återförenats. Grant Lee Buffalo har sedan återföreningen inte givit ut några skivor men har genomfört kortare turnéer i USA och Europa.

## Diskografi
Studioalbum
- 1993 – Fuzzy
- 1994 – Mighty Joe Moon
- 1996 – Copperopolis
- 1998 – Jubilee

Samlingsalbum
- 2001 – Storm Hymnal: Gems from the Vault of Grant Lee Buffalo

Singlar/EP
- 1991 – "Fuzzy" / "We're Coming Down"
- 1993 – Buffalondon Live (EP)
- 1993 – America Snoring (EP)
- 1993 – Fuzzy (EP)
- 1994 – Mockingbirds (EP)
- 1994 – "Jupiter & Teardrop"
- 1995 – "Honey Don't Think"
- 1995 – "Lone Star Song"
- 1996 – "Homespun" / "Crashing At Corona"